# Chambord sellier
Pour les articles homonymes, voir Chambord et Sellier.
 (octobre 2019).
Si vous disposez d'ouvrages ou d'articles de référence ou si vous connaissez des sites web de qualité traitant du thème abordé ici, merci de compléter l'article en donnant les références utiles à sa vérifiabilité et en les liant à la section « Notes et références ».
Chambord Sellier est une marque de maroquinerie française, créée en 1947, qui réalise de façon traditionnelle des ceintures, sacs à main et sacs de voyage de luxe, exploitée par deux sociétés sœurs CBMC et CBLS.
Les ateliers des deux entreprises CBMC et CBLS dirigées par  Antoine de Berranger étaient situés près d' Amboise, face à la Loire et au château.
Les deux sociétés CBMC (453-895-708) et CBLS (439-925-470) ont été mises en liquidation judiciaire le 24 juin 2008.